# Bahnhof Schweinfurt-Sennfeld
Der Bahnhof Schweinfurt-Sennfeld (auch: Sennfelder Bahnhof) ist eine Betriebsstelle der Bahnstrecke Kitzingen–Schweinfurt in Schweinfurt. Er ist einer von insgesamt vier Bahnhöfen bzw. Haltepunkten der Stadt und die vorletzte Station der Nebenbahn, die am Schweinfurter Hauptbahnhof endet. Bis 1987 wurde der Bahnhof Schweinfurt-Sennfeld im Regionalverkehr vom Personenverkehr bedient, danach fand noch bis 2007 Güterverkehr statt. Der Bahnhof gehörte zur Bahndirektion Nürnberg.
Die Reaktivierung der stillgelegten Strecke für den Personenverkehr wurde gefordert: ab 2023 sollten von Schweinfurt Hbf über den Sennfelder Bahnhof bis Gerolzhofen Züge fahren und ab 2025 weiter bis Großlangheim.

## Lage

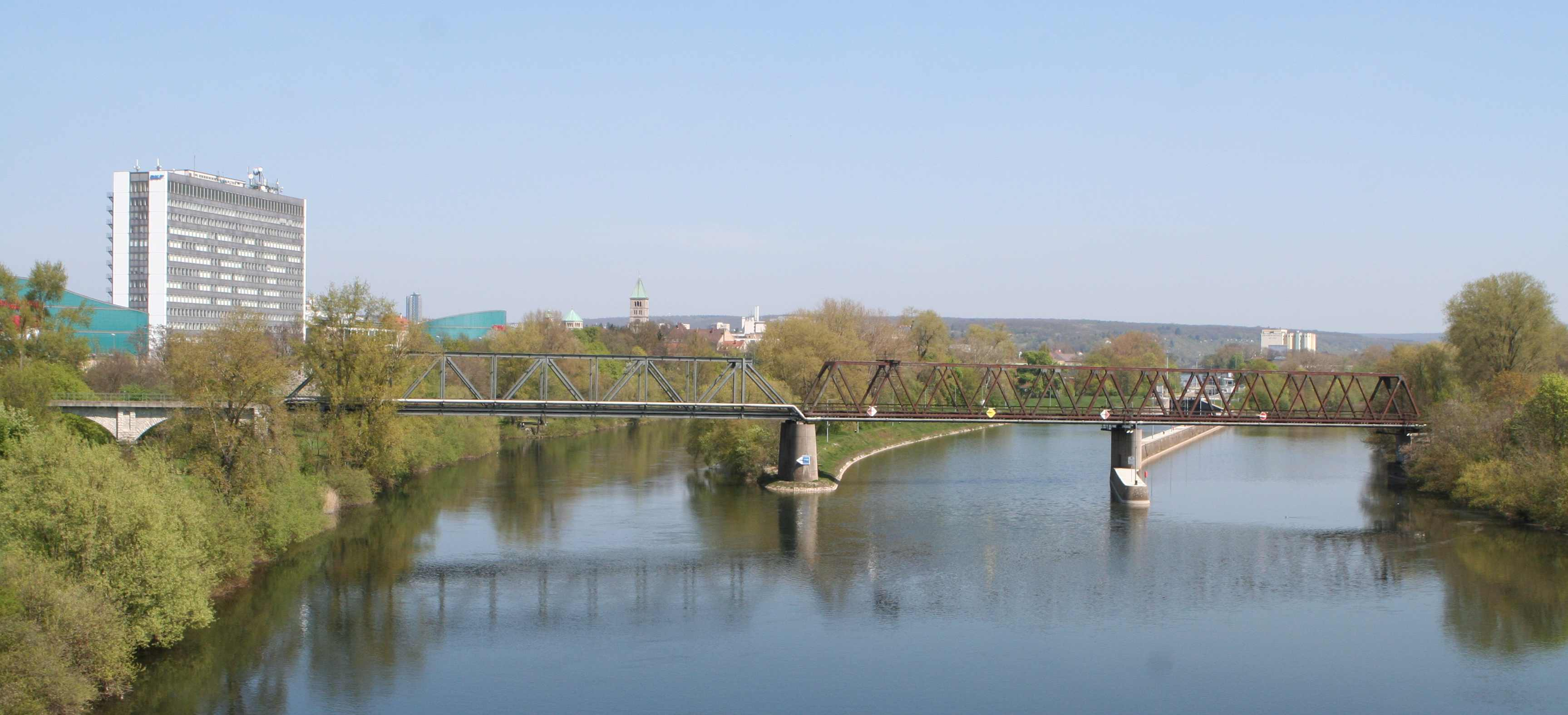
Gerolzhöfer Brücke über den Main zwischen Schweinfurt Hauptbahnhof (links) und Bahnhof Schweinfurt-Sennfeld (rechts)

Der Sennfelder Bahnhof liegt im Stadtteil Hafen-Ost, südlich des Mains, gegenüber der Innenstadt, an der Auffahrt zur Ludwigsbrücke. Der Rand der Altstadt (Museum Georg Schäfer) ist in nur 650 Meter über die Mainbrücken erreichbar, weshalb der Bahnhof bis 1987 auch von Berufspendlern genutzt wurde.
Unmittelbar östlich des Sennfelder Bahnhofs läuft quer über das Gleis in Richtung Kitzingen die Grenze zwischen der kreisfreien Stadt Schweinfurt und dem Landkreises Schweinfurt bzw. der Gemeinde Sennfeld. Der Weg zum Ortszentrum von Sennfeld (Plan) beträgt 1,7 km. Der Bahnhof wurde an dieser Stelle angelegt, um Reisenden aus Richtung Kitzingen dort einen Ausstieg zu ermöglichen, da der Sennfelder Bahnhof wesentlich näher an der Schweinfurter Innenstadt liegt als der Hauptbahnhof.

## Geschichte
Der Sennfelder Bahnhof wurde am 23. November 1903 eröffnet, zusammen mit dem zweiten Abschnitt der Bahnstrecke Kitzingen–Schweinfurt von Gerolzhofen zum Schweinfurter Hauptbahnhof.
Bei der Hochwasserkatastrophe 1909 wurde der Unterbau der Bahnlinie zwischen dem Sennfelder Bahnhof und der Gochsheimer Höhe in Sennfeld so stark unterspült, dass der Bahnverkehr dort eingestellt wurde und die Fahrgäste mit Kähnen zum Sennfelder Bahnhof befördert wurden.
Am 11. April 1945 wurde die Gerolzhöfer Brücke über den Main in Schweinfurt von der Wehrmacht gesprengt. Bis zum Bau einer Behelfsbrücke 1946 war daher der Sennfelder Bahnhof Endstation der Bahnstrecke Kitzingen–Schweinfurt.
Der Personenverkehr auf der Bahnstrecke Gerolzhofen–Schweinfurt und damit auch am Sennfelder Bahnhof wurde am 30. Mai 1987 eingestellt. Die Bedienung des Güteranschlusses zum unmittelbar südlich des Bahnhofs liegendem BayWa-Lagerhauses wurde 2001 eingestellt, ebenso der Anschluss zum großen, östlich gelegenen Firmenareal der Alba Metall Süd Franken GmbH (Franken Rohstoffe). Das Bahnhofsgelände liegt seitdem brach.
Das Empfangsgebäude beherbergt nach einigen Umbaumaßnahmen ein Restaurant.

## Verkehrsanbindung

### Lage im Netz
Der Bahnhof liegt an km 47,95 der 49,9 km langen Nebenbahn Kitzingen–Schweinfurt (auch: Untere Steigerwaldbahn oder verkürzt Steigerwaldbahn). 2 km danach endet bzw. beginnt die Bahnstrecke jenseits des Mains am Schweinfurter Hauptbahnhof. Sennfeld besitzt keinen eigenen Bahnhof.

### Busse
An der Bahnhof-Nordseite befindet sich unweit östlich des ehemaligen Empfangsgebäudes die Bushaltestelle Sennfelder Bahnhof. An der Bahnhof-Südseite liegt am Westende die Haltestelle Carl-Zeiß-Straße.

#### Regionalbusse
Der Bahnhof wird im Nahverkehr Mainfranken (NVM) von folgenden Regionalbus-Linien angefahren:
Haltestelle Sennfelder Bahnhof:
- 8160: Schweinfurt – Gerolzhofen – Oberschwarzach
- 9306: Schweinfurt – Untereuerheim – Donnersdorf – Traustadt – Gerolzhofen
- 9307: Schweinfurt – Gerolzhofen – Untersteinbach

#### Stadtbusse
Der Bahnhof wird von folgenden Stadtbuslinien der Stadtwerke Schweinfurt angefahren:
Haltestelle Carl-Zeiß-Straße:
- 61: Roßmarkt – Hafen-Ost
- 62: Roßmarkt – Maintal

Haltestelle Sennfelder Bahnhof:
- 81: Roßmarkt – Sennfeld
- 82: Roßmarkt – Gochsheim

## Infrastruktur
Der Bahnhof besitzt drei Gleise, zwei sind Bahnsteiggleise.

## Projekte
Zwei Projekte im Umfeld des Bahnhofs sind derzeit (2021) geplant.

### Bahnhof Südseite
Das Lagerhaus des Fachhandels für den Agrarbereich der BayWa an den Bahngleisen wurde abgerissen. Die Schweinfurter Firma MTC Maintronic GmbH erwarb das Grundstück und errichtet dort ein mehrgeschossiges Business-Center.

### Bahnhof Nordseite
Der Gebäudekomplex nördlich des Bahnhofs, mit dem einstigen Gasthaus zur Ludwigsbrücke und späteren Diskothek Pure soll abgerissen werden. Dort soll ein Themenhotel mit 90 bis 120 Zimmern entstehen.